# Manuel Reichenbach
Manuel Reichenbach (* 7. Juli 1976 in Trun in Graubünden) ist ein Schweizer Koch. 

## Werdegang

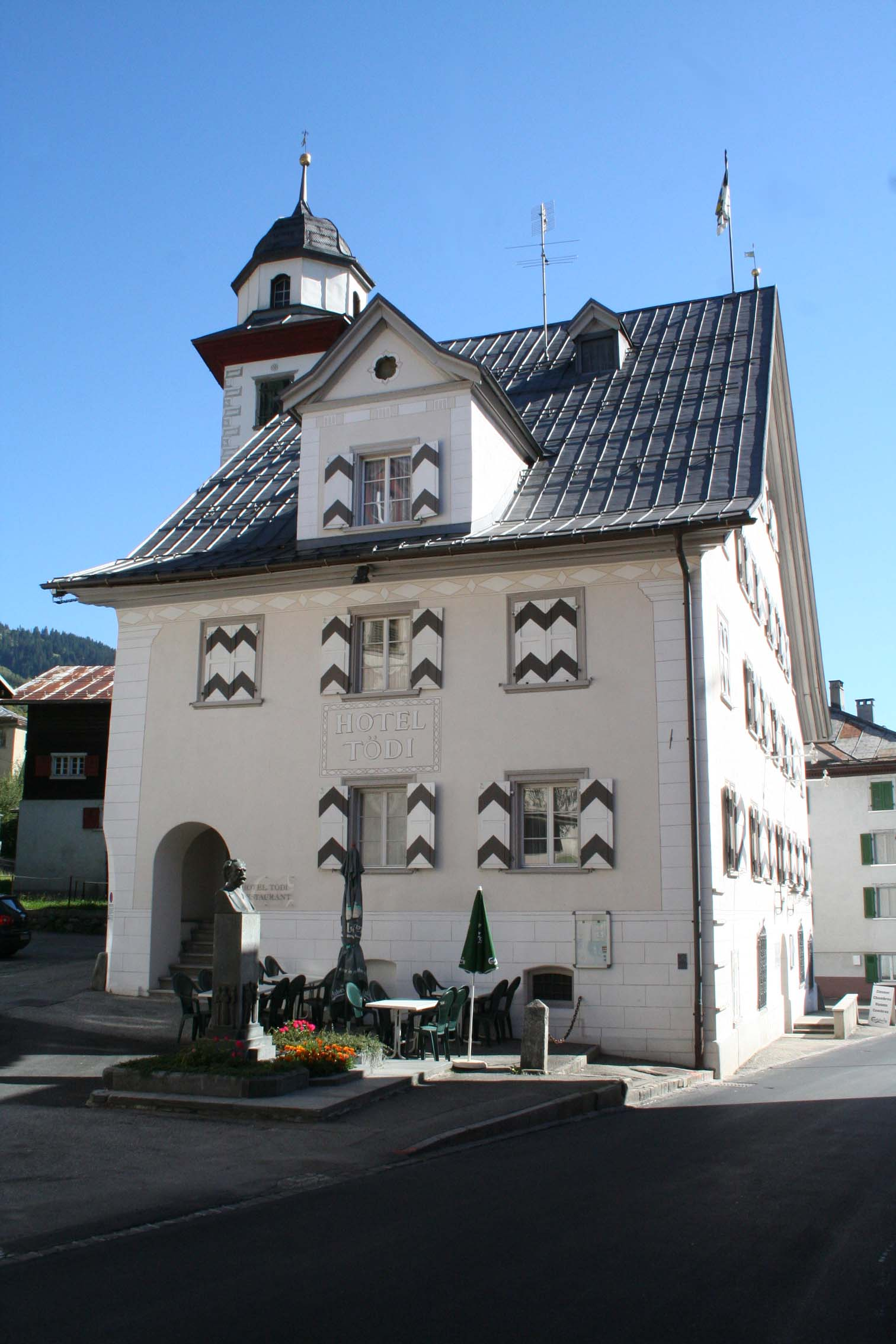
Restaurant Hotel Casa Tödi in Trun

Manuel Reichenbach wuchs in Trun in der Cadi auf und absolvierte eine Kochlehre im Sporthotel Signina in Laax. Nach der Lehre sammelte Reichenbach bei namhaften Küchenchefs im In- und Ausland Erfahrungen.
Er lernte bei Armin Amrein auf dem Bürgenstock, Roland Pierroz in Verbier, bei Beat Bolliger in Klosters, bei Anton Mosimann in Olten und nicht zuletzt in London bei Gordon Ramsay.
2003 kehrte Reichenbach zurück nach Trun in den Familienbetrieb im Casa Tödi, einem fünfhundertjährigen Patrizierhaus. Dort ist Reichenbach seit 2007 Geschäftsführer.

## Auszeichnungen
- 2003: Auszeichnung des Gastroführers Michelin mit einem Eintrag im Guide Rouge
- 2009: Bib Gourmand Schweiz Guide Michelin[3]
- 2014: 14 Punkte als Entdeckung des Jahres in der Deutschschweiz von Gault-Millau Schweiz[4]